# Bathythrix areolaris
Bathythrix areolaris là một loài tò vò trong họ Ichneumonidae.